# Кубок Президента ОАЕ з футболу 2021—2022
Кубок Президента ОАЕ з футболу 2021—2022 — 45-й розіграш кубкового футбольного турніру в ОАЕ. Титул володаря кубка здобула Шарджа.

## Календар
| Раунд                         | Дата               | Матчі | Клуби   |
| ----------------------------- | ------------------ | ----- | ------- |
| Груповий етап                 | 10-25 вересня 2021 | 24    | 30 → 18 |
| Кваліфікаційний плей-оф раунд | 1 жовтня 2021      | 2     | 18 → 16 |
| 1/8 фіналу                    | 20-22 грудня 2021  | 8     | 16 → 8  |
| 1/4 фіналу                    | 15-16 січня 2022   | 4     | 8 → 4   |
| 1/2 фіналу                    | 14/22 лютого 2022  | 4     | 4 → 2   |
| Фінал                         | 21 жовтня 2022     | 1     | 2 → 1   |

## 1/8 фіналу
| Команда 1            | Рахунок | Команда 2      |
| -------------------- | ------- | -------------- |
| 20 грудня 2021       |         |                |
| Емірейтс Клаб        | 0:3     | Баніяс         |
| 21 грудня 2021       |         |                |
| Хаур-Факкан          | 0:3     | Аль-Васл       |
| Аль-Джазіра          | 1:0     | Аль-Урооба     |
| Аль-Вахда            | 1:0 дч  | Аджман         |
| Ан-Наср              | 0:1     | Аль-Айн        |
| 22 грудня 2021       |         |                |
| Аль-Іттіхад (Кальба) | 2:1     | Аль-Арабі (2)  |
| Аль-Джафра           | 0:1     | Шабаб Аль-Аглі |
| Шарджа               | 2:1     | Хатта (2)      |

## 1/4 фіналу
| Команда 1            | Рахунок      | Команда 2      |
| -------------------- | ------------ | -------------- |
| 15 січня 2022        |              |                |
| Аль-Васл             | 2:1          | Аль-Айн        |
| Аль-Джазіра          | 1:2          | Аль-Вахда      |
| 16 січня 2022        |              |                |
| Аль-Іттіхад (Кальба) | 0:2          | Баніяс         |
| Шарджа               | 0:0 пен. 4:2 | Шабаб Аль-Аглі |

## 1/2 фіналу
| Команда 1         | Заг.    | Команда 2 | 1-й матч | 2-й матч |
| ----------------- | ------- | --------- | -------- | -------- |
| 14/22 лютого 2022 |         |           |          |          |
| Аль-Васл          | 3:3 (ч) | Шарджа    | 0:0      | 2:3      |
| Аль-Вахда         | 6:3     | Баніяс    | 4:1      | 2:2      |

## Фінал
| 21 жовтня 2022 19:45 |

| Аль-Вахда | 0–1      | Шарджа       |
| --------- | -------- | ------------ |
|           | Протокол | Алькасер 52' |

| Аль-Айн, Хазза бін Заєд |